# 密葬
密葬（みっそう）は、本葬の前に故人の親族・親戚のみで小規模に行われる火葬を中心とした葬儀の1種。
規模の規定はなく、参列者が1人だけの式もあれば、結果的に数十人規模の式になる場合もある。

## 概要
芸能人、政治家、企業経営者、僧侶、神職など、本葬（一般葬、社葬）やお別れ会の参列者が大勢訪れることが予想される葬儀に於いて、その前段階として予め火葬を中心とした簡易な葬儀を行う。
本葬は大勢の参列者の弔問が予想されるため、事前に親族・親戚のみで落ち着いて静かに故人を偲ぶ目的もある。

## 家族葬との違い
小規模な葬儀という点で家族葬と混同されることもあるが、事後に本葬が予定されている点で家族葬ではない。